# Пьерпон (Мёрт и Мозель)
Пьерпо́н (фр. Pierrepont) — коммуна во французском департаменте Мёрт и Мозель региона Лотарингия. Относится к  кантону Лонгийон.	

## География
Пьерпон расположен в 50 км к северо-западу от Меца и в 90 км к северо-западу от Нанси. Соседние коммуны: Донкур-ле-Лонгийон на севере, Балье и Лекс на северо-востоке, Базай и Виль-о-Монтуа на востоке, Буамон и Мерси-ле-Ба на юго-востоке, Сен-Сюппле и Ан-деван-Пьерпон на юге, Бёвей на северо-западе.

## История
- Следы галло-романской эпохи.
- Коммуна входила в историческую провинцию Барруа.
- 22-23 августа 1914 года в окрестностях Пьерпона произошла кровопролитная битва Первой мировой войны, после которой французские войска вынуждены были отступить к Мюзере.

## Демография
Население коммуны на 2010 год составляло 902 человека.
| 1962 | 1968 | 1975 | 1982 | 1990 | 1999 | 2010 |
| ---- | ---- | ---- | ---- | ---- | ---- | ---- |
| 1134 | 1115 | 1195 | 1173 | 1058 | 984  | 902  |

## Достопримечательности
- Развалины замка XII века, разрушен в XVII веке.
- Французское и немецкое военные кладбища.
- Монумент в память о битве при Пьерпоне 22-23 августа 1914 года в Первую мировую войну.
- Приходская церковь Сен-Ком и Сен-Дамьян, церковный крест воздигнут в 1769 году.

## Галерея

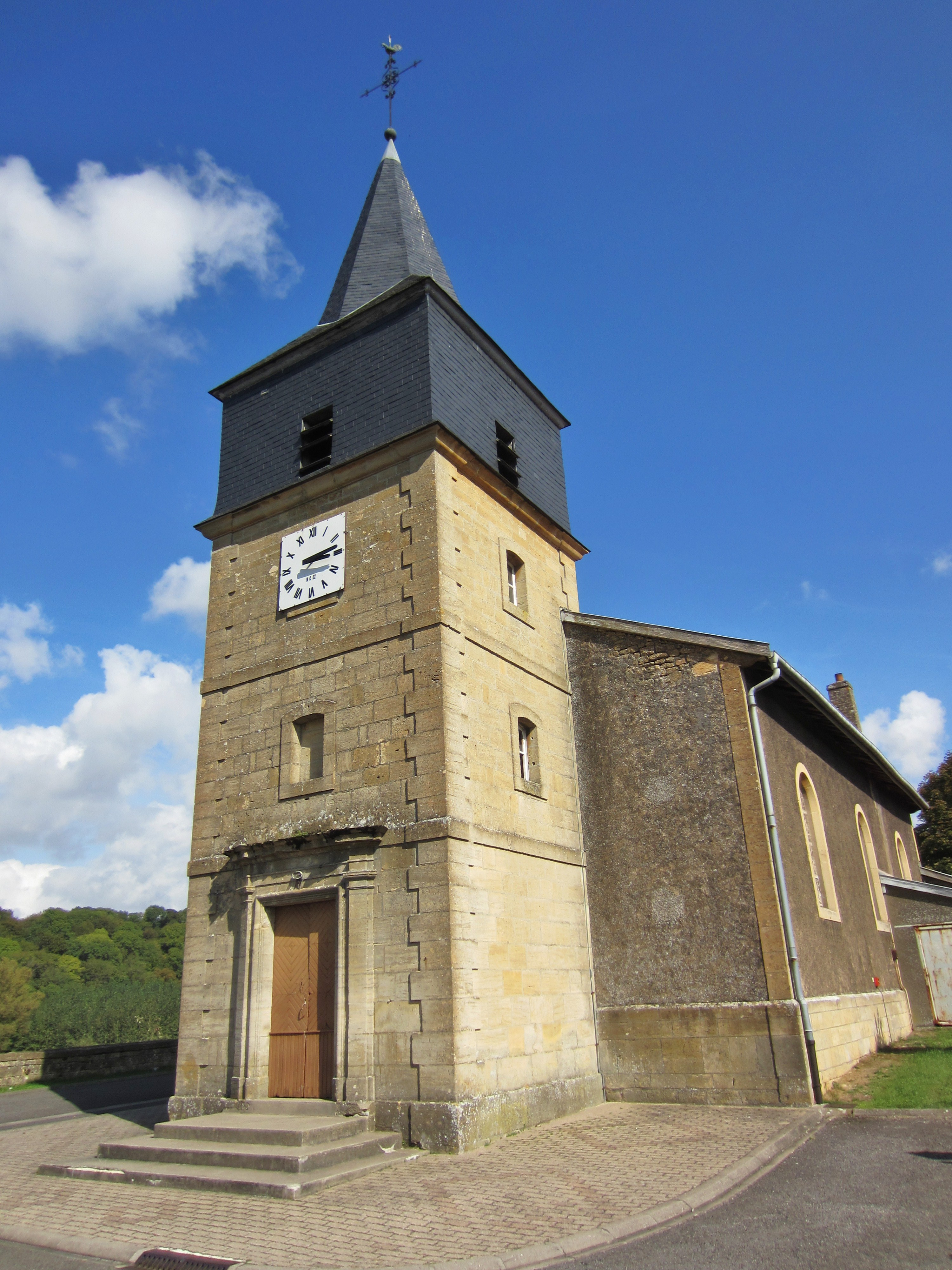
Церковь Сен-Ком.
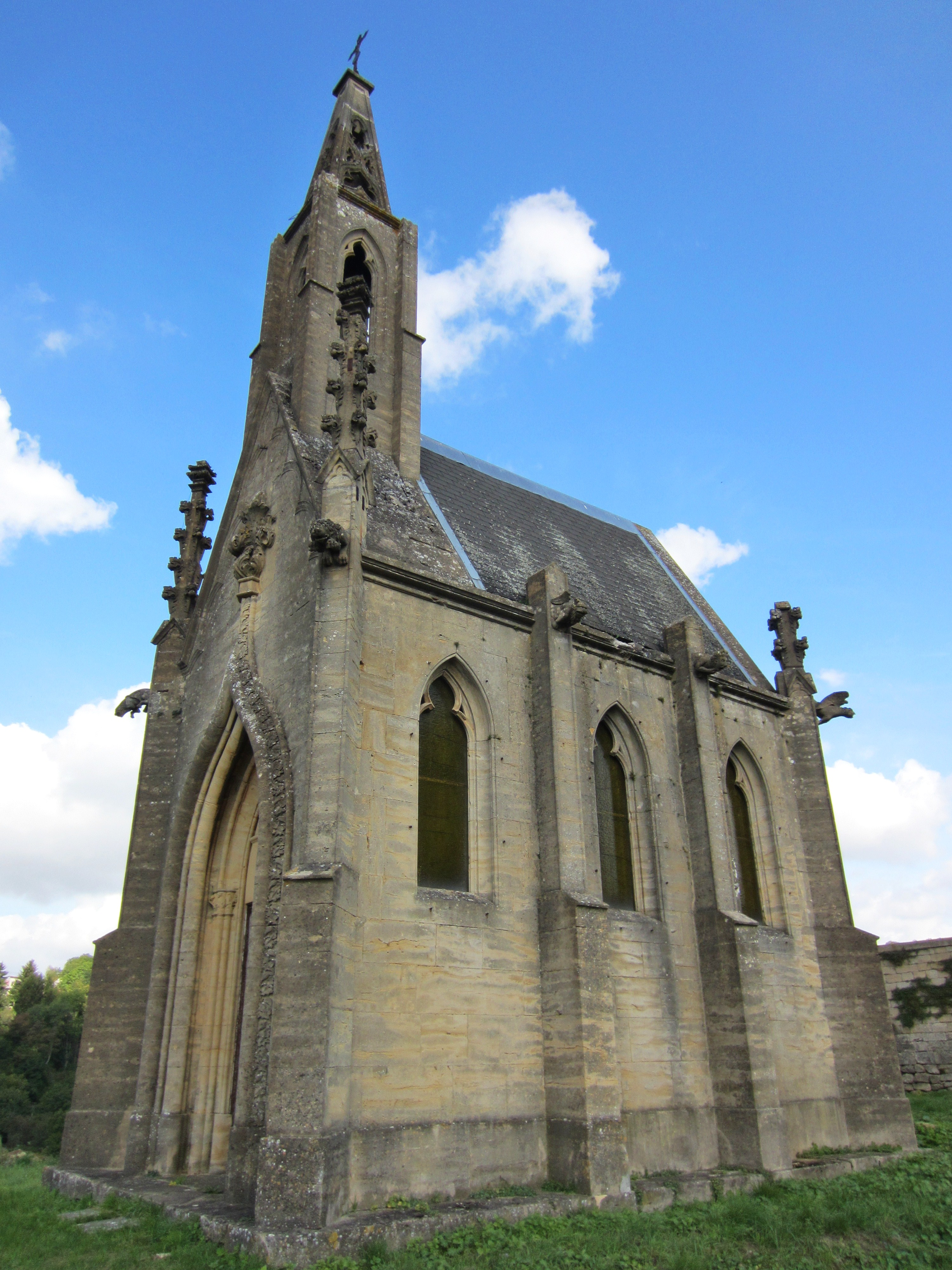
Часовня семьи Селльер. Неоготика.
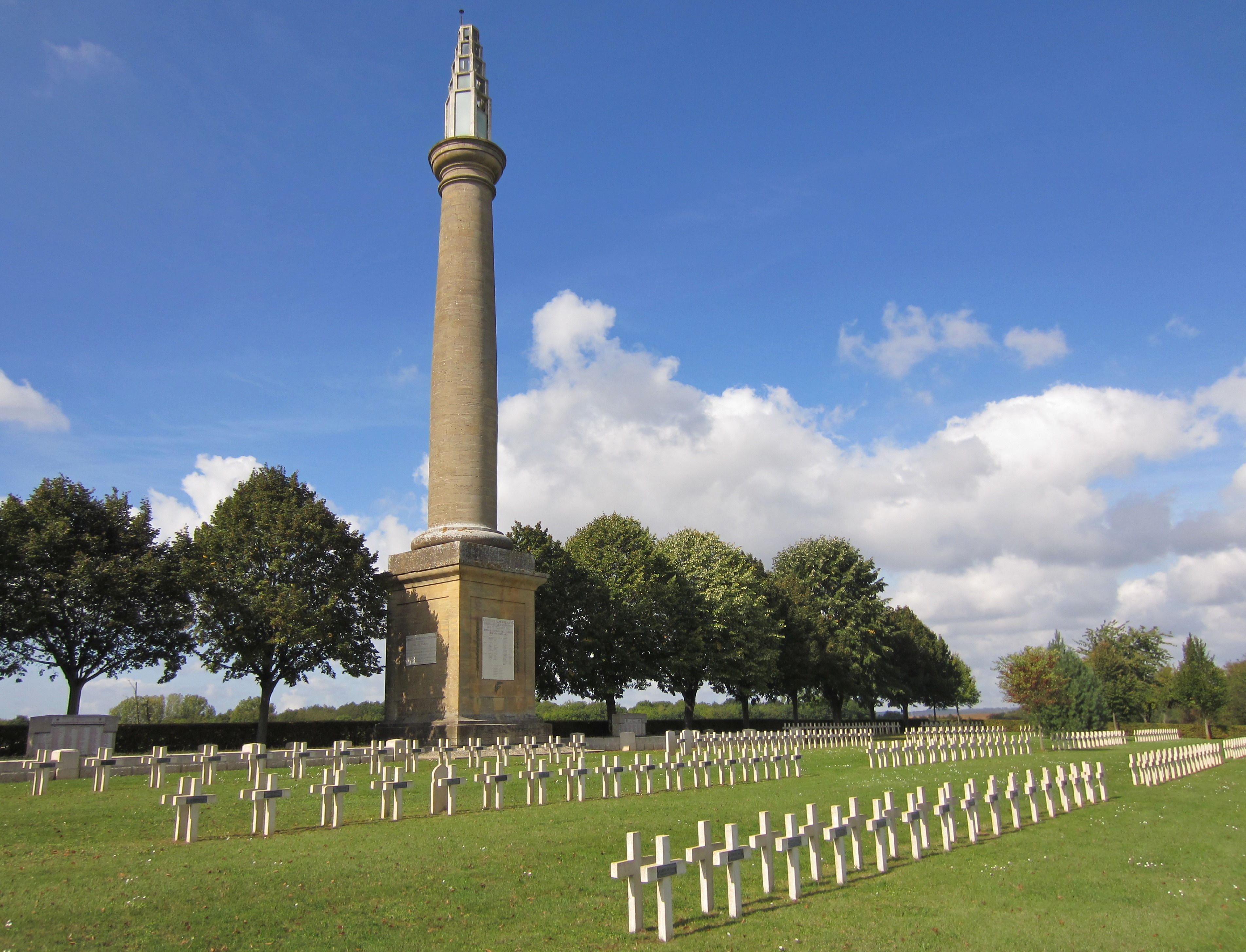
Французское военное кладбище.
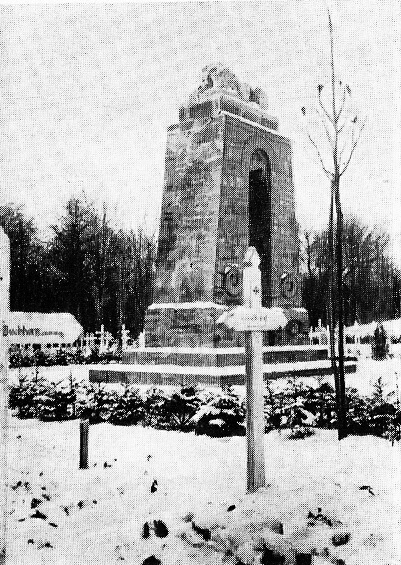
Немецкое военное кладбище.